# アルフレッド・ギルバート (彫刻家)

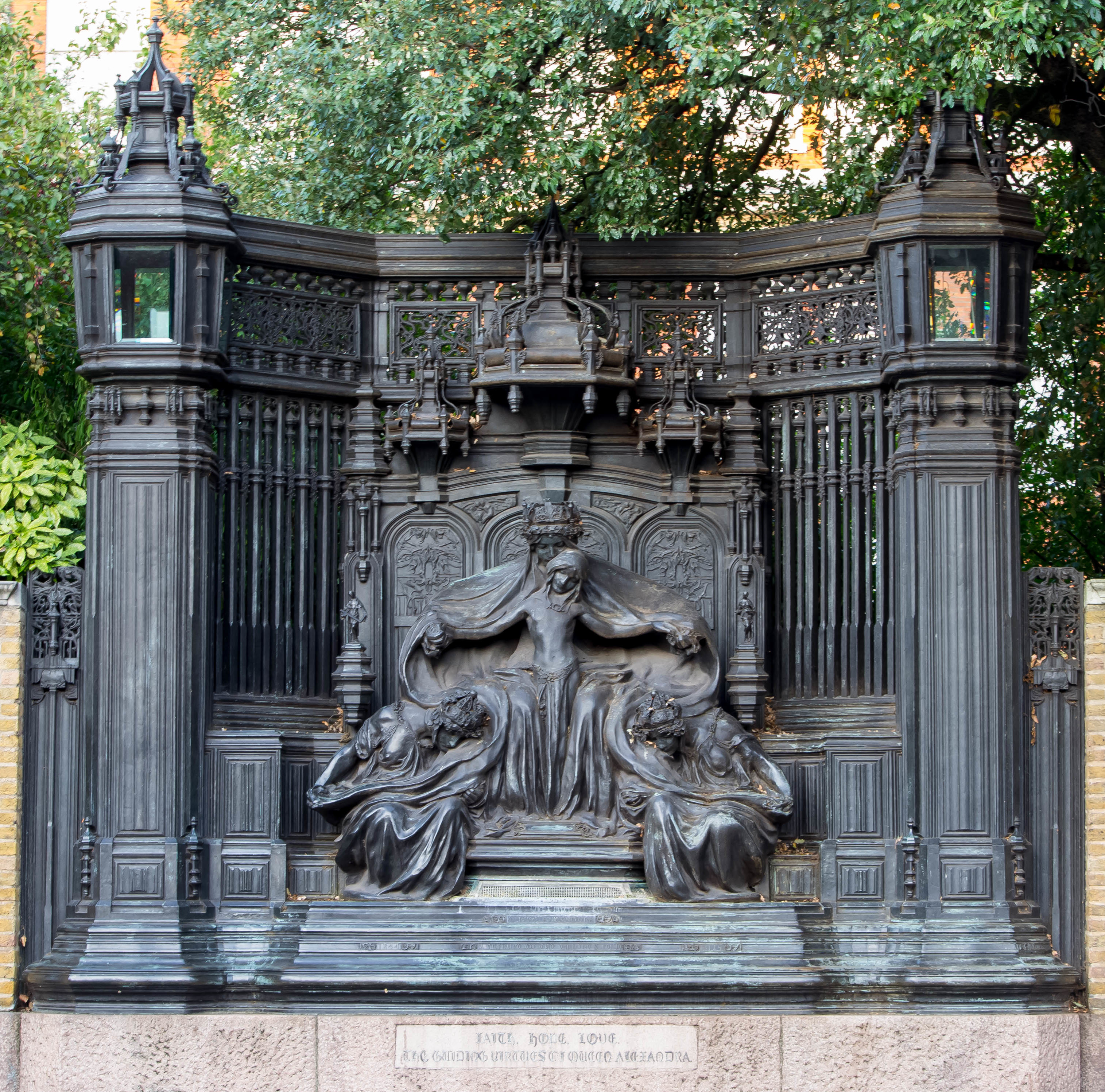
ロンドンのアルフレッド・ギルバード作のアレクサンドラ王妃記念碑

アルフレッド・ギルバード（Sir Alfred Gilbert RA、1854年8月12日 - 1934年11月4日）は、イギリスの彫刻家、宝飾家である。19世紀のイギリスのおける「新彫刻運動（New Sculpture）」を代表する彫刻家で、ロンドンのピカデリーサーカスにあるシャフツベリ記念噴水（Shaftesbury Memorial Fountain）の「アンテロースの像」の作者として知られている。

## 略歴
ロンドンで生まれた。1872年から1873年にロンドンのトマス・ヘザリーの美術学校（Heatherley School of Fine Art）で学んだ後ロイヤル・アカデミー・オブ・アーツの美術学校で1875年まで学んだ。同時にマシュー・ノーブル（Matthew Noble）や、ウィリアム・ギブス・ロジャース（William Gibbs Rogers）、エドガー・ボーム（Edgar Boehm）といった彫刻家の助手を務めた。エドガー・ボームの勧めで1875年にパリに留学し、パリ国立高等美術学校でピエール＝ジュール・カヴァリエの指導を受けた。1878年にはローマに修行に出て6年間滞在し、1884年にイギリスに帰国した。
1885年から1898年にかけて最も精力的に活動し、1885年にウェストミンスター寺院のフォーセット記念碑（Fawcett Memorial）を制作し1887年にウィンチェスターにあるヴィクトリア女王記念碑（Queen Victoria Memorial）、1893年にロンドンのピカデリーサーカスに第7代シャフツベリ伯爵アントニー・アシュリー＝クーパーを顕彰するために設置されたシャフツベリ記念噴水のアンテロース像など、重要な注文を受けて制作した。1892年にロイヤル・アカデミー・オブ・アーツの会員に選ばれた。1892年に、その年亡くなった王孫のアルバート・ヴィクターの墓標をウィンザー城の聖ジョージ礼拝堂に設置するという名誉ある仕事の注文を受けたがこの仕事は大きく遅れ完成したのは1928年になった。
1901年に、破産することになり、イギリスを離れ、フランスのブルージュに移り、後にローマに住んだ。この間、芸術活動は低調であった。第一次世界大戦中にはフランスでアーサー・コナン・ドイルの短編推理小説の挿絵を描いている。
1926年にイギリスに戻り、国王ジョージ5世の支援を受けて再び注文を受けるようになり、ロンドンのアレクサンドラ王妃記念碑（Queen Alexandra Memorial: 1926/1932）を制作した。1932年にロイヤル・アカデミーの会員に復帰し、ナイトの称号を授与された。1934年にロンドンで亡くなった。

## 作品

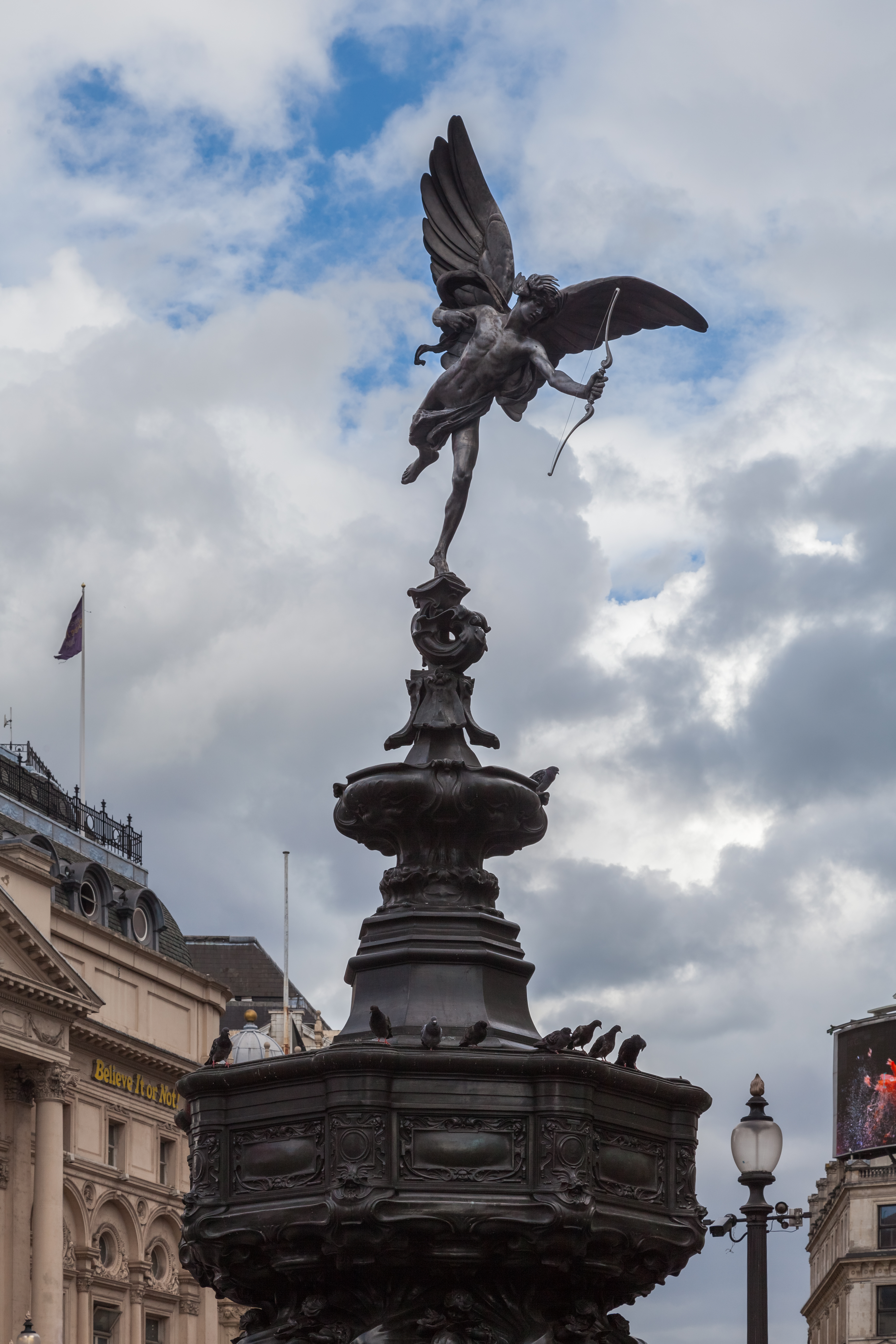
ロンドンのシャフツベリ記念噴水のアンテロースの像
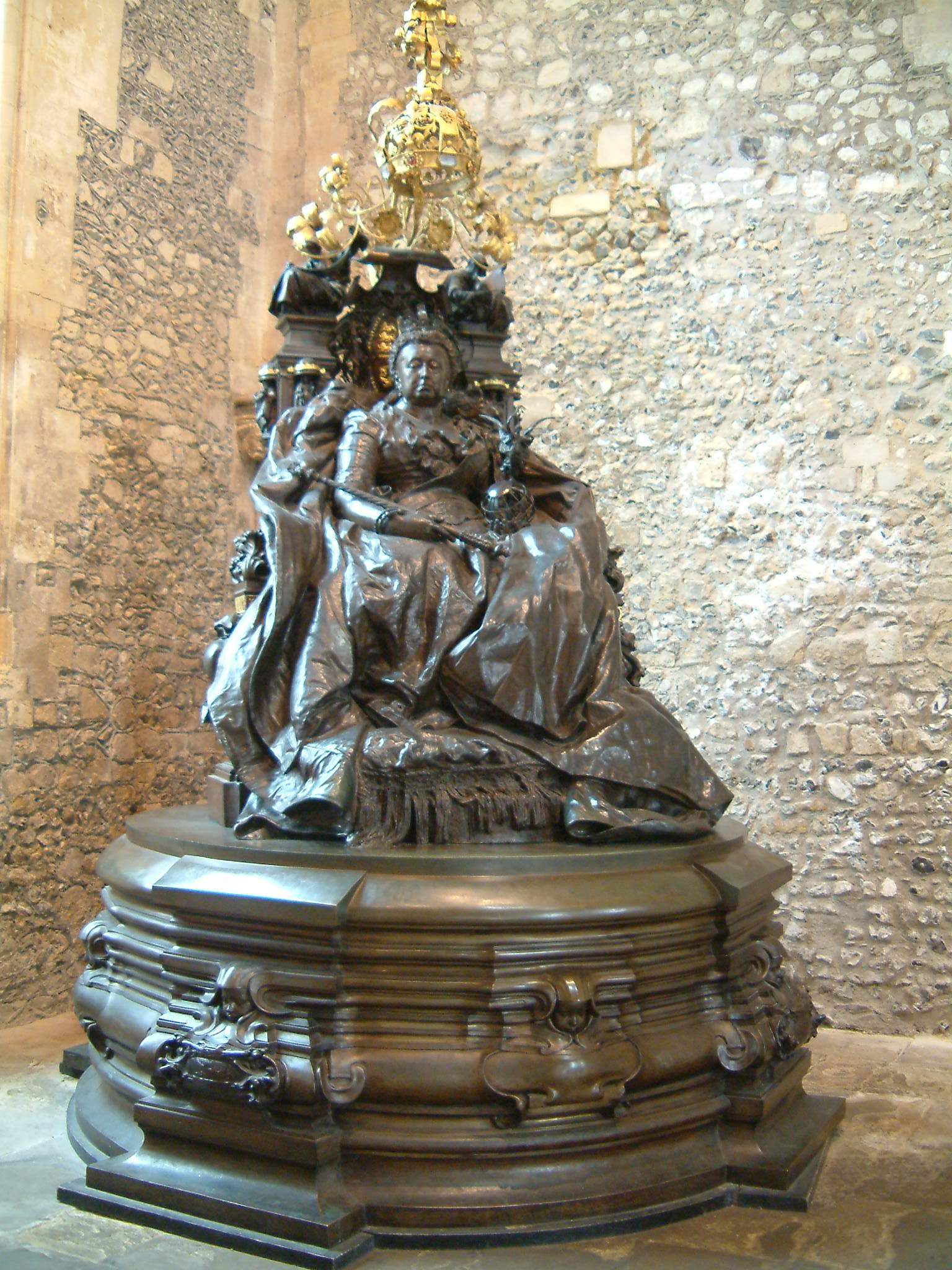
ウィンチェスターのヴィクトリア女王記念碑
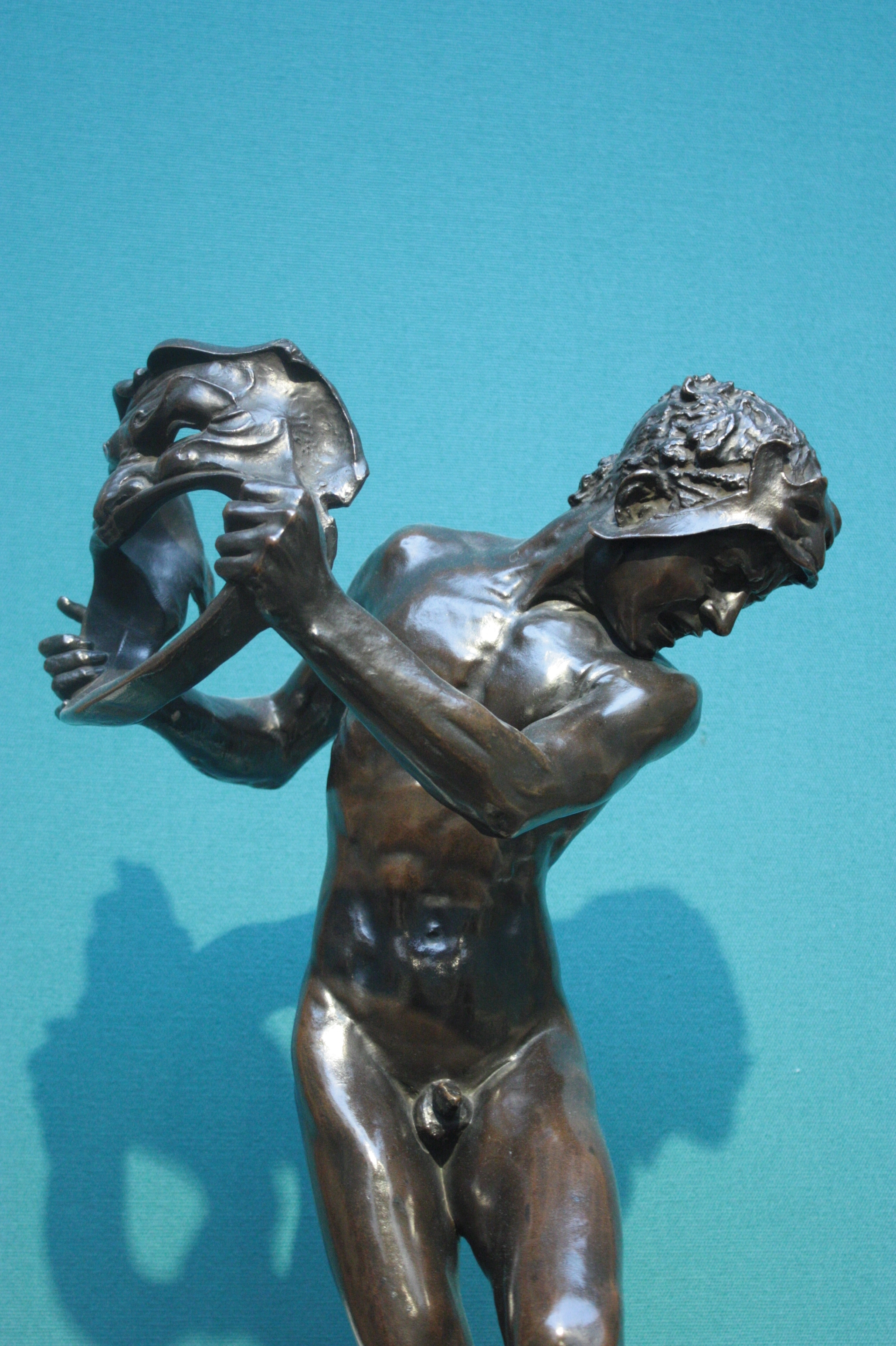
喜劇と悲劇 (1891)
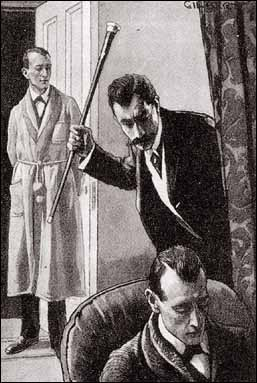
（挿絵作品）アーサー・コナン・ドイルの『マザリンの宝石』の挿絵